# امامزاده قاضی صابر
امامزاده قاضی صابر  مشهور به "آسید قاضی الصابر ونکی" مربوط به دورهٔ قاجار است و در تهران، خیابان ونک، خیابان مجیدپور، خیابان امامزاده واقع شده است. این اثر در تاریخ ۱۱ مرداد ۱۳۸۴ با شمارهٔ ثبت ۱۲۵۳۹ به عنوان یکی از آثار ملی ایران به ثبت رسیده است.

## موقعیت
بقعهٔ امامزاده ابو القاسم قاضی صابر در ده ونک پشت دانشگاه الزهرا  واقع شده است. به نقل از  نهایه الاعقاب، او در روستای ونک زاده شده و بنا بر زیارتنامهٔ موجود، از نوادگان امام چهارم شیعیان است. بقعهٔ او در سال ۱۳۰۲ ه‍.ق به وسیلهٔ میرزا یوسف مستوفی الممالک صدر اعظم ناصر الدین شاه قاجار ساخته شد که سنگ مرمر با خطوط و اشعار شیوا و ضریح چوبی و تزیینات کاشیکاری در آن بکار برد. این مکان زیارتی در یکی از کوچه‌های قدیمی ده ونک به نام کوچهٔ امامزاده قرار دارد. ساختمان از خشت و گل بوده و بیش از ۷۰۰ سال قدمت دارد. تا زمان قاجار، به دلیل جنگها و حوادث گوناگون طبیعی مخروبه بود و در زمان ناصرالدین شاه مرمت و به مرور به صورت آجری بازسازی شد.

## تاریخچه
ابوالقاسم علی بن محمد، ملقب به قاضی صابر، از نوادگان سجاد، از بزرگ‌ترین و برجسته‌ترین عالمان و فقهای دینی زمان خود بود که بیش از ۸۹۷ سال از فوتش می‌گذرد. او در ده  ونک (سمیرم)  ، متولد شد و در زمان قاجار، به  تهران که در آن زمان شامل استان شمال بود، مهاجرت کرد. بنا به نوشتهٔ شیخ عباس قمی و روایات سینه به سینهٔ اهالی ونک، این مکان ابتدا مجلس دروس علمی و دینی بوده و او شاگردان بسیاری داشته است.
این امامزاده در زمانهای مختلف متولیانی داشته و اولین بار در زمان قاجار، دربار ناصری تولیت امامزاده را به آقا سید یدالله، خلف آقابزرگ رودباری، واگذار کرده است. خیسری هم‌اکنون، خادم آستان است. این بقعه از اوایل سال۱۳۶۰ تا ۱۳۷۷، تقریباً تعطیل و فقط بعد از ظهر روزهای پنجشنبه چند ساعتی باز بوده ولی هم‌اکنون، این مکان بازگشایی شده است. از نظر سندیت و اعتبار و اصل و نسب این امامزاده در رده نهم و از نظر تاریخی در میان امامزاده‌های دیگر در رده چهاردهم قرار دارد. بنای امامزاده هشت ضلعی است و از نظر ساختاری شباهت بسیاری به خانهٔ علی در کوفه دارد. در حیاط امامزاده هم چند نفر مدفون شده‌اند، از جمله عده‌ای از کسانی که متولی آستان بوده‌اند. همچنین، در گوشه‌ای از حیاط درخت کهنسالی وجود دارد که مردم با بستن پارچه به شاخه‌های آن حاجت می‌گیرند.